# Мир Книги
Международный книжный фестиваль «Мир Книги» — ежегодная выставка-ярмарка, фестиваль писателей, издательств и других знаменитостей. В рамках фестиваля проводится конкурс «Мир Книги», победители которого получают главный приз — статуэтку «Золотой Феникс».
Проводится фестиваль с 1999 года в украинском городе Харькове в Харьковском национальном академическом театре оперы и балета имени Н. В. Лысенко в середине апреля в течение трёх дней (четверг, пятница и суббота). Фестиваль организовывается Исполнительным комитетом Харьковского Городского Совета и концерном «Райский Уголок», основавшим крупнейший книжный рынок Харькова и ресторан «Райский Уголок». Фестиваль является одним из наиболее популярных в СНГ конвентов писателей, его проведение широко освещается украинскими, российскими и польскими СМИ. Мероприятие проходит в тёплой, дружеской обстановке.

## Структура
В течение трёх дней проводятся автограф-сессии и презентации новых книг, написанных знаменитостями, приглашенными на фестиваль. В первый день проходит торжественное открытие, на котором награждаются статуэткой «Золотой Феникс» писатели, книги и издательства, победившие в конкурсе «Мир Книги». На протяжении всего фестиваля проходит ярмарка, на которой любой желающий может купить понравившуюся ему книгу. Вход на все презентации бесплатный.

## Конкурс «Мир Книги»
«Золотой Феникс» — позолоченная статуэтка, которую изготовил скульптор Тарас Максименко. Именно им награждаются авторы книг, книги и издательства в 6 номинациях (по одному в каждой номинации). Взрослое независимое жюри выбирает автора/книгу/издательство в следующих номинациях:
- «Видавництво року»;
- «Книга року»;
- «Відкриття року».

Детское независимое жюри выбирает книгу/автора/издательство в следующих номинациях:
- «Дитячий всесвіт»;
- «Обдарована молодь».

По результатам социологического опроса выбирается книга в номинации «Вибір читача».

### «Видавництво року»
(рус. "Издательство года")
В этой номинации Взрослое независимое жюри выбирает лучшее, по их мнению, издательство в этом году. Для участия нужно подать заявку на участие и прислать книги на конкурс.

### «Книга року»
(рус. "Книга года")
Взрослое независимое жюри, методом голосования выбирает лучшую из всех присланных издательствами книгу, напечатанную в этом году.

### «Відкриття року»
(рус. "Открытие года")
«Золотой Феникс» в этой номинации получает автор, часто молодой или оригинальная книга, которая взорвала сознание общественности. Книга, получившая «Золотой Феникс» в номинации «Книга року», не получает статуэтку в номинации «Відкриття року». Выбирает победителя этой номинации Взрослое независимое жюри.

### «Дитячий Всесвіт»
(рус. "Детская Вселенная")
На эту номинацию издательства присылают детские книги, а Детское независимое жюри, методом голосования, выбирает лучшую.

### «Обдарована молодь»
(рус. "Одарённая молодёжь")
Это сравнительно, молодая номинация (с 2009 года). В этой номинации дети присылают в Харьков, на участие поэзию, прозу, публицистику (эссе) собственного написания, а Детское независимое жюри, методом голосования, выбирает лучшее.

### «Вибір читача»
(рус. "Выбор читателя")
Путём проведения исследования, опроса самой популярной книги, вышедшей в этом году. Этой книге присуждается «Золотой Феникс».

### Лауреаты конкурса «Мир книги»
Пустые ячейки означают отсутствие номинации в текущем году.
| Год  | «Видавництво року»                              | «Книга року»                                                           | «Відкриття року»                      | «Дитячий Всесвіт»                                             | «Обдарована молодь»                    | «Вибір читача»                        | Специальный «Золотой Феникс»                                     |
| ---- | ----------------------------------------------- | ---------------------------------------------------------------------- | ------------------------------------- | ------------------------------------------------------------- | -------------------------------------- | ------------------------------------- | ---------------------------------------------------------------- |
| 2001 | «Фолио», Харьков                                | «Дивосвіт», (издательство «Освіта», Киев)                              | Ю.Рогоза                              |                                                               |                                        |                                       |                                                                  |
| 2002 | «Освіта», Киев                                  | «Маленькі історії про великі істини», (С.Гавриш)                       | А.Курков                              |                                                               |                                        |                                       | Р.Савиных, О.Забужко, В.Астахова, Л.Товажнянский, П.Загребельный |
| 2003 | «Юринком Интер», Киев                           | «Национальный музей Тараса Шевченка», (издательство «Мыстецтво», Киев) | Д.Харитонов                           |                                                               |                                        | Д.Донцова                             | торговая марка «BOOKS»                                           |
| 2004 | «Премьер», Запорожье                            | «Суми. Вулицями рідного міста», (издательство «Фолигрант», Киев)       | Л.Лузина                              | проект «Київський підручник» и издательство «Ранок»           |                                        | «Люся, стоп!», (Л.Гурченко)           |                                                                  |
| 2005 | ДНВП «Картогра- фия», Киев                      | «Дорога к храму» (издательство ОАО «Мотор Січ», Запорожье              | Д.Яневский                            | издательство «Махаон-Украина», Киев                           |                                        | «Настоящий детектив» (К.Стогний)      |                                                                  |
| 2006 | «Книжный клуб „Клуб семейного досуга“», Харьков | «Історико- статистичний опис Харківської Єпархії»                      | К.Скрябин                             | издательство «Торсинг Плюс», Харьков                          |                                        | «Театр сно- видений» (Ю.Рыбчин- ский) |                                                                  |
| 2007 | «Саквояж», Киев                                 | «Тарас Бульба» (ОАО «Дніпрокнига», Днепро- петровск)                   | И.Раздобудько                         | издательство «Талант», Харьков                                |                                        | «Четвёртое измерение» (С.Юрский)      | Харьков, в память Е.Кушнарёву                                    |
| 2008 | ООО «Грани-Т», Киев                             | (издательство «Родовид», Киев)                                         | А.Цаплиенко                           | «Історія земель українських» (издательство «Фактор», Харьков) |                                        | А.Роговцева                           | ДНВП «Картография», Киев                                         |
| 2009 | неизвестно                                      | «Гипсовый трубач, или Конец фильма» (Ю.Поляков)                        | «Ели воду из под крана» (А.Сидоренко) |                                                               | Ю.Сафонова (11 лет), А.Филько (21 год) | неизвестно                            | В.Остапенко                                                      |
| 2010 | «Арт-Презент», Харьков                          | «Экватор: Белый цвет. Чёрный цвет» (А.Цаплиенко)                       | А.Завальская                          |                                                               | неизвестно                             | «Готовим вместе» (О.Сумская)          |                                                                  |

## Почётные гости

### 1999 год
Действующий городской голова Харькова Михаил Пилипчук (председатель оргкомитета). Освятил фестиваль Митрополит Харьковский и Богодуховский Никодим.

### 2000 год
Действующий Харьковский городской голова Михаил Пилипчук (председатель оргкомитета); писательница детективов Александра Маринина; писатель-фантаст Василий Головачёв; писатель и юморист Борис Бурда. Освятил фестиваль Митрополит Харьковский и Богодуховский Никодим.

### 2001 год
Действующий Харьковский городской голова Михаил Пилипчук (председатель оргкомитета); автор сценариев и писатель Юрий Рогоза; писатели-фантасты Дмитрий Громов и Олег Ладыженский; президент Украинской ассоциации издателей и книгораспространителей Александр Афонин; писатель Павел Загребельный; телеведущий Игорь Кондратюк; поэт и политик Иван Драч.

### 2002 год
Действующий городской голова Харькова Михаил Пилипчук (председатель оргкомитета); писатель Андрей Курков; уже во второй раз телеведущий Борис Бурда; основатель «Авторской школы Бойко» Сергей Бойко; на то время Главный архитектор Харьковской области Юрий Шкодовский; на то время вице-спикер Верховної Ради Степан Гавриш; писательница Оксана Забужко; ректор Харьковского гуманитарного университета «Народна українська академія» Валентина Астахова; ректор Национального технического университета «Харьковский политехнический институт» Леонид Товажнянский; директор Харьковского лицея искусств № 133 Раиса Савиных; уже во второй раз писатель Павел Загребельный.

### 2003 год
Действующий городской голова Харькова Владимир Шумилкин (председатель оргкомитета); на то время Министр культуры и искусств Украины Юрий Богуцкий; на то время председатель Государственного комитета телевидения и радиовещания Украины Иван Чиж; на то время губернатор Харьковской области Евгений Кушнарев; писатели Дарья Донцова, Анна Чубач, Евгений Белоусов; художник-мультипликатор Радна Сахалтуев; певец Алексей Муратов; журналист и писатель Дмитрий Харитонов.

### 2004 год
Действующий городской голова Харькова Владимир Шумилкин (председатель оргкомитета); певица и актриса Людмила Гурченко; певица Наталья Могилевская; писательница Лада Лузина; на то время генеральный Консул республики Польша Ярослав Ксёнжек; советский и российский деятель Виктор Черномырдин; директор Института специальных видов печати Богдан Никифорук.

### 2005 год
Действующий городской голова Харькова Владимир Шумилкин (председатель оргкомитета); журналист и ведущий Константин Стогний; ведущая и писательница Ольга Герасимьюк; тележурналист Даниил Яневский; писательница, солистка группы «Фактично самі» Ирена Карпа; президент Украинской ассоциации издателей и книгораспространителей Александр Афонин; украинский государственный деятель Василий Шевченко; писатели-фантасты Дмитрий Громов, Олег Ладыженский и Андрей Валентинов; тандем «Александр Зорич»; писатели Андрей Кокотюха и Наталья Рощина; творческий коллектив сериала «Исцеление любовью», в том числе и заслуженный артист Украины Владимир Горянский,

### 2006 год
Действующий в то время городской голова Харькова Михаил Добкин (председатель оргкомитета); поэт Юрий Рыбчинский; певец, солист группы «Скрябин»
Андрей Кузьменко (Кузьма Скрябин); журналист, автор, и ведущий Юрий Макаров; поэт и прозаик Сергей Жадан; писательница Ирен Роздобудько.

### 2007 год
Действующий в то время городской голова Харькова Михаил Добкин (председатель оргкомитета); литератор и публицист Сергей Юрский; писательница Татьяна Устинова; уже во второй раз писатель Андрей Курков; певец Евгений Кемеровский; певец и писатель Игорь Корж; писатель Любомир (Любко) Дереш; писатель Юрий Покальчук; советский и украинский государственный деятель Александр Масельский.

### 2008 год
Действующий в то время городской голова Харькова Михаил Добкин (председатель оргкомитета); телеведущий и журналист из горячих точек Андрей Цаплиенко; актриса театра и кино Ада Роговцева; актёр театра и кино Валентин Гафт; во второй раз певец и писатель Игорь Корж; писательница Анна Берсенева.

### 2009 год
Действующий в то время городской голова Харькова Михаил Добкин (председатель оргкомитета); телеведущий и конферансье Илья Ноябрёв; писатели: Дмитрий Гордон и Юрий Поляков; нынешний Министр Образования и Науки Украины Дмитрий Табачник; писатель и певец Александр "Фоззи" Сидоренко; уже третий раз Игорь Корж.

### 2010 год
В то время и.о городского головы Геннадий Кернес (председатель оргкомитета); телеведущая и актриса Ольга Сумская со свои мужем — актёром — Виталием Борисюком; уже во второй раз телеведущий и конферансье Илья Ноябрёв; группа «Алиби» (Анна и Алина Завальские); капитан и вратарь команды «Металлист» Александр Горяинов; уже дважды телеведущий и журналист из горячих точек Андрей Цаплиенко.

### 2011 год
Городской голова Геннадий Кернес (председатель оргкомитета); заслуженный тренер Украины Мирон Маркевич; российский актер и писатель Вениамин Смехов; первый космонавт независимой Украины Леонид Каденюк; украинская и российская актриса и телеведущая Руслана Писанка.

### 2012 год
Городской голова Геннадий Кернес (председатель оргкомитета); украинский бизнесмен, продюсер и меценат Тимофей Нагорный; польский писатель Януш Вишневский; советский и российский сценарист Аркадий Инин; уже во второй раз российский актер и писатель Вениамин Смехов с дочерью — актрисой, певицей и телеведущей — Аликой Смеховой; ФК «Металлист».

## Отзывы о фестивале
Юрий Рыбчинский:
«Самый лучший в мире миг — фестиваль хороших книг!»
Сергей Юрский:
«Прочней алмаза и сильнее стали сей могучий книжный фестиваль!»
Татьяна Устинова:
«Самые гнусные на свете — это выставки оружия. Самые лучшие на свете — это выставки книг!»
Дарья Донцова:
«Нас объединяет любовь к книге. Спасибо вам за великолепный праздник!»
Иван Драч:
«Дай боже здоров’я славному Харківському книжковому ярмарку»!
Иван Прокопенко:
«Фестиваль „Світ Книги“ не тільки свято, але і живий пам’ятник інтелектуальній столиці України — рідному Харкову!»
Александр Афонин:
«Я так хочу, чтобы праздник не кончался!»